# Anaxyrus
Anaxyrus Tschudi, 1845 è un genere di anfibi anuri, appartenente alla famiglia Bufonidae.

## Tassonomia
Il genere comprende 25 specie:
- Anaxyrus americanus (Holbrook, 1836)
- Anaxyrus baxteri (Porter, 1968)
- Anaxyrus boreas (Baird and Girard, 1852)
- Anaxyrus californicus (Camp, 1915)
- Anaxyrus canorus (Camp, 1916)
- Anaxyrus cognatus (Say, 1822)
- Anaxyrus compactilis (Wiegmann, 1833)
- Anaxyrus debilis (Girard, 1854)
- Anaxyrus exsul (Myers, 1942)
- Anaxyrus fowleri (Hinckley, 1882)
- Anaxyrus hemiophrys (Cope, 1886)
- Anaxyrus houstonensis (Sanders, 1953)
- Anaxyrus kelloggi (Taylor, 1938)
- Anaxyrus mexicanus (Brocchi, 1879)
- Anaxyrus microscaphus (Cope, 1867)
- Anaxyrus monfontanus (Gordon, Simandle, Sandmeier, and Tracy, 2020)
- Anaxyrus nelsoni (Stejneger, 1893)
- Anaxyrus nevadensis (Gordon, Simandle, Sandmeier, and Tracy, 2020)
- Anaxyrus punctatus (Baird and Girard, 1852)
- Anaxyrus quercicus (Holbrook, 1840)
- Anaxyrus retiformis (Sanders and Smith, 1951)
- Anaxyrus speciosus (Girard, 1854)
- Anaxyrus terrestris (Bonnaterre, 1789)
- Anaxyrus williamsi (Gordon, Simandle, and Tracy, 2017)
- Anaxyrus woodhousii (Girard, 1854)